# Сан-Ісідоро (округ Донья-Ана, Нью-Мексико)
Сан-Ісідоро (англ. San Ysidro) — переписна місцевість (CDP) в США, в окрузі Донья-Ана штату Нью-Мексико. Населення — 2133 особи (2020).

## Географія
Сан-Ісідоро розташований за координатами 32°21′24″ пн. ш. 106°48′46″ зх. д. / 32.35667° пн. ш. 106.81278° зх. д. (32.356752, -106.812892).  За даними Бюро перепису населення США в 2010 році переписна місцевість мала площу 6,85 км², уся площа — суходіл.

## Демографія
Згідно з переписом 2010 року, у переписній місцевості мешкало 2090 осіб у 795 домогосподарствах у складі 597 родин. Густота населення становила 305 осіб/км².  Було 833 помешкання (122/км²).
Расовий склад населення:
| - 80,1 % — білих - 1,4 % — корінних американців - 0,8 % — чорних або афроамериканців - 0,4 % — азіатів - 13,5 % — осіб інших рас |

До двох чи більше рас належало 3,7 %. Частка іспаномовних становила 52,6 % від усіх жителів.
За віковим діапазоном населення розподілялося таким чином: 23,2 % — особи молодші 18 років, 60,8 % — особи у віці 18—64 років, 16,0 % — особи у віці 65 років та старші. Медіана віку мешканця становила 43,6 року. На 100 осіб жіночої статі у переписній місцевості припадало 102,1 чоловіків;  на 100 жінок у віці від 18 років та старших — 99,4 чоловіків також старших 18 років.
За межею бідності перебувало 38,9 % осіб, у тому числі 64,0 % дітей у віці до 18 років та 11,0 % осіб у віці 65 років та старших.
Цивільне працевлаштоване населення становило 736 осіб. Основні галузі зайнятості: будівництво — 23,5 %, освіта, охорона здоров'я та соціальна допомога — 18,3 %, науковці, спеціалісти, менеджери — 17,7 %.